# Sobór konstantynopolitański III
Sobór konstantynopolitański III (zwany również Soborem in Trullo I 680–681) – sobór powszechny biskupów chrześcijańskich stawiający sobie za cel rozwiązanie sporu, który narósł wokół nauki zwanej monoteletyzmem, a sformułowanej w I połowie VII wieku przez patriarchę konstantynopolitańskiego Sergiusza, popieranego przez cesarza bizantyjskiego Herakliusza. Monoteletyzm uznawał istnienie w Jezusie dwóch natur – boskiej i ludzkiej, lecz podkreślał istnienie jednej woli i działania.
Sobór został zwołany przez cesarza Konstantyna IV na 7 listopada 680 roku. W odpowiedzi na list cesarza papież Agaton wysłał do Konstantynopola trzech legatów powierzając im list zawierający wyznanie wiary uchwalone na synodzie rzymskim w 680. Obaj, cesarz i papież, pragnęli pojednać monoteletów z oficjalną doktryną religijną Cesarstwa Bizantyjskiego. W obradach brało udział początkowo 100, a później 174 biskupów. Naukę o dwóch wolach i działaniach w Jezusie, a zarazem potępienie poprzedniej doktryny, która przez pewien czas była uznawana za oficjalną w Cesarstwie, sformułowano w 681 roku. Wbrew prośbom patriarchy Konstantynopola nie oszczędzono pamięci twórców i propagatorów monoteletyzmu (patriarchy Sergiusza, jego następców Pyrrusa I, Pawła II i Piotra, patriarchy Aleksandrii Kyrosa oraz zmarłego w 638 roku papieża Honoriusza I). Papież Honoriusz I, który przez nieopatrzność uznał doktrynę w jednym ze swoich listów, napisał: „Dlatego my także wyznajemy również jedną wolę w Chrystusie”.
Tymczasem w Rzymie, podczas obrad soboru, zmarł papież Agaton. Jego następca papież Leon II przyjął w 683 roku uchwały z Konstantynopola i potępił monoteletyzm. Ustalenia uznał także następca Konstantyna IV, Justynian II. Krótką restaurację potępionej nauki przyniosło panowanie imperatora Filipikosa (711–713), który nakazał zwołać synod rehabilitujący patriarchę Sergiusza oraz okładający klątwą sobór konstantynopolitański III. Po śmierci władcy ponownie uznano soborowe uchwały.